# Chrysophyllum splendens
Chrysophyllum splendens – gatunek drzew należących do rodziny sączyńcowatych. Jest gatunkiem występującym w Ameryce Południowej, na wschodnim wybrzeżu Brazylii.